# Hrvatski Cikljin
Hrvatski Cikljin (njem. Spitzzicken; mađ. Oláhciklény) je selo u općini Rotenturm u austrijskoj saveznoj državi Gradišću naseljeno Gradišćanskim Hrvatima iz skupine Vlaha. Govor toga sela je štokavski kao i u selu Podgorje. Selo je isprva (do 1921.) pripadalo Mađarskoj i bilo je poznato kao Oláhciklény. U Hrvatskom Cikljinu bilo je dosta talijanskih i vlaških obitelji po čemu je ova skupina Gradišćanaca i postala poznata kao Vlahi. Godine 1686. bilo je 10 domaćinstava s talijanskim i 12 s hrvatskim prezimenima te svega dva domaćinstva neke druge etničke zajednice.

## Vanjske poveznice
- BURGENLAND-NEWSLETTER-L Archives